# Documentation centrale des Hospices civils de Lyon
La Documentation centrale est un service transversal des Hospices civils de Lyon chargé de la fonction documentaire. Elle coordonne les bibliothèques hospitalières et unités documentaires présentes sur les cinq groupements hospitaliers des Hospices.

## Évolution du service

### Centre de documentation du siège administratif
Créé en 1977 à l'initiative de la direction générale, le centre de documentation administratif est situé au siège des HCL, quai des Célestins dans le second arrondissement de Lyon.

### Centralisation
À la demande de la direction générale, la Documentation centrale prend en charge en 1981 l'acquisition et la gestion des abonnements de revues scientifiques et professionnelles reçues au format papier dans les établissements hospitaliers des HCL.
C'est à cette époque que le service administratif du siège prend le nom de Documentation centrale.

### 2003-2005
La centralisation de la politique d'achat est étendue aux revues professionnelles et scientifiques diffusées sous forme électronique ainsi qu'à l'ensemble des ouvrages achetés par les écoles paramédicales. À cette occasion, la bibliothèque de l'IFSI Clemenceau lui est rattachée.
En 2005, le service déménage et s'installe dans les locaux de l'IFCS Esquirol dans le 3e arrondissement de Lyon.

### Depuis 2010
Aujourd’hui les missions de la Documentation centrale sont les suivantes :
- Constituer, conserver et le fonds documentaire des Hospices Civils de Lyon et assurer la diffusion des informations
- Gérer et optimiser les budgets alloués à la fonction documentaire
- Développer, mettre en œuvre et évaluer les prestations à destination de ses usagers
- Rassembler, conserver et valoriser le patrimoine scientifique des Hospices Civils de Lyon
- Produire et dispenser les formations en documentation nécessaires à l’autonomie de ses usagers
- Piloter, développer et administrer fonctionnellement son système d’information
- Développer et maintenir les partenariats documentaires, (Universités de Lyon, Centres hospitaliers…)
- Participer aux projets des HCL pour leur aspect documentaire

## Statut et fonctionnement
La Documentation centrale est placée sous l'autorité de la direction générale des HCL. Elle relève du secrétaire général.
La Documentation centrale est une bibliothèque professionnelle et de recherche, principalement dédiée aux personnels hospitaliers, étudiants, chercheurs et enseignants des disciplines de santé, des techniques, de la gestion et du droit hospitalier.
La Documentation centrale rassemble dans son réseau les fonds des sites suivants :
- le site Esquirol abrite les bureaux et la bibliothèque centrale, consacrée à la gestion, au droit et aux formations paramédicales ; elle est implantée dans l'institut de formation des cadres de santé (IFCS) du même nom ;
- le site Clemenceau est une bibliothèque annexe à destination des filières paramédicales, principalement les infirmiers et aides-soignants ;
- le Centre de documentation et d'information pharmaceutique (CDIP) est une bibliothèque spécialisée en pharmacie et disposant d'un service d'information sur le médicament à destination des professionnels de santé ; il est installé dans les locaux de la pharmacie centrale des HCL ;
- la bibliothèque de l'internat de médecine (ancienne bibliothèque de l'Hôtel-Dieu).

## Domaines couverts
Les bibliothèques du réseau proposent principalement des ressources dans les domaines suivants :
- L’hôpital et la gestion hospitalière
- Les disciplines médicales
- Les soins paramédicaux
- Le système de santé français et étranger
- La santé publique
- Le droit général, le droit de la santé et le droit médical
- Les sciences humaines et sociales
- L’économie de la santé
- La philosophie, l’éthique
- La formation, la pédagogie et l’enseignement

## Usagers
En 2012, la répartition des utilisateurs HCL est la suivante : 48,58 % d'étudiants, 18,10 % des soignants, 13,72 % du personnel administratifs, 10,24 % du personnel médicaux et 4,35 % du personnel techniques et médico-techniques. 5,01 % sont des usagers extérieurs aux HCL.

## Produits documentaires élaborés par la Documentation centrale
La Documentation centrale élabore, diffuse et met à disposition des produits documentaires, notamment :
- Le bulletin du groupe de lecture des équipes soignantes : le groupe de lecture, composé d’une trentaine de membres du personnel soignant des HCL, lit et sélectionne les articles les plus pertinents dans leur domaine afin de réaliser ce bulletin mensuel de signalement d’articles,
- La sélection bibliographique : sélection de références d’ouvrages, d’articles de revues et de textes officiels acquis au cours du trimestre précédent autour d’un thème prédéterminé,
- Les plaquettes et manuels de formation à la recherche documentaire.

## Collections
- 26 800 ouvrages
- 1 100 titres de périodiques papier
- 2 500 titres de périodiques électroniques
- 200 000 articles de revues
- 26 000 coupures de presse
- 1 400 normes et recommandations
- journaux officiels depuis 1873

## Sources
- Caroline Giroudon, "Documentaliste en CHU : Environnement spécifique, service transversal et profession à part entière", Gestions Hospitalières, no 530 de novembre 2013, p. 541-545.
- Rapport d'activité de la Documentation centrale 2012
- Site internet des HCL